# Married Priests Now!
Married Priests Now! (Des prêtres mariés, maintenant !) est un mouvement fondé par l'ancien archevêque catholique de Lusaka, Emmanuel Milingo. Ce groupe demande la levée de la discipline du célibat pour les prêtres catholiques et revendique son appartenance à l'Église catholique romaine. Toutefois, le fondateur a été excommunié depuis 2006 pour avoir voulu sacrer des évêques sans mandat pontifical, et les prêtres adhérents sont menacés de renvoi de l'état clérical
D'autres organisations militant pour le mariage des prêtres ont mis en garde contre le groupe Married Priests Now!, aussi bien à cause de l'excommunication d'Emmanuel Milingo que de ses liens avec Sun Myung Moon.